# Bieznaczale
Bieznaczale (z ros. Bezrząd) – jeden z nurtów rosyjskiej myśli anarchistycznej, jaki ukształtował się w czasie rewolucji 1905. 

## Ideologia
Nazwa ruchu wywodziła się od tytułu jednej z gazet wydawanych przez rosyjskich emigrantów-anarchistów, publikowanej od listopada 1905 w Genewie. Jego korzenie wiązały się z anarchokomunizmem Piotra Kropotkina i ruchem Czornoje Znamia, ale również z blankizmem i koncepcjami politycznymi Michaiła Bakunina. Zwolennicy bieznaczała sytuowali się natomiast w opozycji do nurtu anarchosyndykalistycznego, jak i wszelkiej formy działalności w związkach zawodowych oraz parlamentaryzmu. Głównym teoretykiem ruchu na terenie Rosji był N. Romanow, zaś głównymi hasłami ruchu były: walka klas, nihilizm, komunizm, anarchia, rewolucja socjalna oraz internacjonalizm. 

## Działalność
W swoich tekstach Romanow twierdził, że Rosja znajduje się na krawędzi wojny domowej, jaką powinno wywołać masowe powstanie robotnicze. W wojnie tej jedną ze stron mieli być anarchiści. Aby zwyciężyć, Romanow zalecał formowanie grup bojowych, działających według taktyki terroru bezosobowego, dokonując zabójstw, podpaleń i grabieży, których ofiarą mieliby padać przypadkowi przedstawiciele najzamożniejszych warstw społecznych. W ten sposób dotychczasowe życie społeczne w kraju miałoby ulec całkowitej destabilizacji, a burżuazja i wielka własność ziemska - zniszczona. Za swoich wrogów zwolennicy tej koncepcji uznawali jednak również związki zawodowe oraz wszelkie formy rządu przedstawicielskiego, jako inne formy z gruntu odrzucanej władzy zwierzchniej. Tym samym bieznaczalcy nie angażowali się w żadne formy walki ekonomicznej robotników, twierdząc, że są to czynności zbędne i nie likwidujące żadnych istotnych problemów pracowniczych. Za jedyne ich rozwiązanie uważali całkowitą likwidację podziału klasowego i stworzenie nowego typu społeczeństwa opartego na federacji anarchistycznych komun. Bieznaczalcy z zasady nie wchodzili w żadne sojusze polityczne, gdyż programy innych organizacji uważali za wrogie prawdziwym potrzebom ludu. Podkreślali natomiast konieczność międzynarodowej współpracy anarchistów na rzecz budowy społeczeństwa bezklasowego na świecie. 
Bieznaczalcy byli obecni jedynie w niektórych regionach Rosji - znaczącą grupą byli w Petersburgu, Kijowie, Odessie, Kiszyniowie, Warszawie, Mińsku, Białymstoku, Rydze oraz częściowo na Syberii. W żadnym jednak z ośrodków nie uzyskali większości, gdyż przedstawiany przez nich program był najczęściej odrzucany jako zbyt daleko idący. 